# Fritz Henderson
 (décembre 2021).
Si vous disposez d'ouvrages ou d'articles de référence ou si vous connaissez des sites web de qualité traitant du thème abordé ici, merci de compléter l'article en donnant les références utiles à sa vérifiabilité et en les liant à la section « Notes et références ».
Fritz Henderson, né le 29 novembre 1958 à Détroit (Michigan), est un industriel américain qui a été pendant huit mois, en 2009, PDG du leader mondial de l'automobile General Motors.

## Biographie
Entré chez General Motors en 1984, Frederick Henderson a successivement dirigé ses activités au Brésil puis en Europe et en est devenu le vice-président, avant de prendre la tête de la société en mars 2009, au moment du sauvetage de General Motors par l'État américain, pour succéder à Rick Wagoner, société qu'il quitte ensuite en décembre 2009, après avoir passé 25 ans dans le groupe.